# Északi-tengeri-csatorna
Az Északi-tengeri-csatorna (hollandul: Noordzeekanaal) tengerjáró hajók számára épített 25 km hosszú vízi út Amszterdam és az Északi-tenger partja között.

## Története
Amszterdam régi kikötője a város északkeleti részén volt, a Zuiderzee IJ nevű öblében. Megközelítési lehetőségei azonban a XIX. század közepére leromlottak. A Zuiderzee sekély vize illetve az árapály-jelenség miatt a kikötőbe ki-be zúduló víz akadályozta a hajók érkezését. Az amszterdami kikötő további létezéséhez szükség volt egy biztonságos és állandóan használható víziútra.
Amszterdam városa és a holland állam együttesen fogott hozzá 1865-ben a csatorna építéséhez. A munkálatok 11 évig tartottak. 1876. november 1-jén nyílt meg a csatorna, melynek mindkét végét a kor legnagyobb zsilipjei zárták le. A csatornát azóta többször is mélyítették és szélesítették, folyamatosan igazodva a hajóméretek növekedéséhez. Új zsilipkamrák épültek IJmuidennél 1896-ban és 1929-ben is.
Ma a csatorna Hollandia második számú kikötőjének egyetlen kapcsa a tengerhez. 2006-ban közel 6000 hajó közlekedett rajta, melyek 2004-ben az amszterdami kikötőkben 75 millió tonna árut rakodtak.
A csatorna alatt 8 közúti és 2 vasúti alagút fut át. A csatorna furcsa nevezetessége, hogy itt működik az egyetlen olyan komp a világon, amelynek fedélzetén buszmegálló található.

## Technikai adatok

### Zsilipek
| Neve           | Üzembehelyezés | Hossz | Szélesség | Vízmélység |
| Déli-zsilip    | 1876           | 110 m | 20 m      | 8 m        |
| Kis-zsilip     | 1876           | 110 m | 11 m      | 3,5 m      |
| Középső-zsilip | 1896           | 225 m | 25 m      | 10 m       |
| Északi-zsilip  | 1929           | 400 m | 50 m      | 15 m       |

### Hajózóút adatai
| Hossz:                | 25 km      |
| A víztükör szélessége | 275 méter  |
| A hajóút szélessége   | 160 méter  |
| Mélység               | 14,2 méter |

| Hajó hossza         | Hajó szélessége | Hajó víztükör feletti magassága | Merülés     |
| ------------------- | --------------- | ------------------------------- | ----------- |
| 380 m (elméletileg) | Nincs megkötés  | Nincs megkötés                  | 13,72 méter |